# Barbouche
Barbouche è un centro abitato dell'Algeria, situato nella Provincia di 'Ayn Defla.